# Eusandalum longiannulum
Eusandalum longiannulum är en stekelart som beskrevs av Girault 1929. Eusandalum longiannulum ingår i släktet Eusandalum och familjen hoppglanssteklar. Inga underarter finns listade i Catalogue of Life.